# Francis Johnson
Francis Lee Johnson (Hartford, 5 agosto 1910 – Chesterfield, 18 aprile 1997) è stato un cestista statunitense.

## Carriera
Vinse la medaglia d'oro con la nazionale di pallacanestro degli Stati Uniti alle Olimpiadi di Berlino 1936, giocando due partite.
Giocò 5 anni nella AAU, vincendo un titolo nel 1938 con gli Healey Motors.

## Palmarès
- Torneo Olimpico: 1
Stati Uniti: 1936